# 사랑받지 못한 여자
"사랑받지 못한 여자"는 2017년에 개봉한 대한민국의 영화이다.

## 캐스팅
- 김화연 : 가인 역
- 신원호 : 도경 역
- 윤예희